# 21e cérémonie des Golden Globes
La 21e cérémonie des Golden Globes a eu lieu le 11 mars 1964, récompensant les films et séries diffusés en 1963 et les professionnels s'étant distingués cette année-là.

## Palmarès
Les lauréats sont indiqués ci-dessous en premier de chaque catégorie et en caractères gras.

### Cinéma

#### Meilleur film dramatique
- Le Cardinal (The Cardinal)
  - America, America
  - Le Combat du capitaine Newman (Captain Newman, M.D.)
  - La Cage aux femmes (The Caretakers)
  - Cléopâtre (Cleopatra)
  - La Grande Évasion (The Great Escape)
  - Le Plus Sauvage d'entre tous (Hud)
  - Le Lys des champs (Lilies of the Field)

#### Meilleur film musical ou comédie
- Tom Jones
  - Bye Bye Birdie
  - Irma la Douce (Irma la Douce)
  - Un monde fou, fou, fou, fou (It's a Mad, Mad, Mad, Mad World)
  - Les Astuces de la veuve (A Ticklish Affair)
  - Oui ou non avant le mariage ? (Under the Yum Yum Tree)

#### Meilleur réalisateur
- Elia Kazan pour America, America
  - Otto Preminger pour Le Cardinal (The Cardinal)
  - Hall Bartlett pour La Cage aux femmes (The Caretakers)
  - Joseph L. Mankiewicz pour Cléopâtre (Cleopatra)
  - Robert Wise pour La Maison du diable (The Haunting)
  - Martin Ritt pour Le Plus Sauvage d'entre tous (Hud)
  - Tony Richardson pour Tom Jones
  - George Englund pour Le Vilain Américain (The Ugly American)

#### Meilleur acteur dans un film dramatique
- Sidney Poitier pour le rôle d'Homer Smith dans Le Lys des champs (Lilies of the Field)
  - Stathis Giallelis pour le rôle de Stavros Topouzoglou dans America, America
  - Gregory Peck pour le rôle du Capitaine Josiah J. Newman dans Le Combat du capitaine Newman (Captain Newman, M.D.)
  - Tom Tryon pour le rôle de Stephen Fermoyle dans Le Cardinal (The Cardinal)
  - Rex Harrison pour le rôle de Jules César dans Cléopâtre (Cleopatra)
  - Paul Newman pour le rôle d'Hud Bannon dans Le Plus Sauvage d'entre tous (Hud)
  - Steve McQueen pour le rôle de Rocky Papasano dans Une certaine rencontre (Love with the Proper Stranger)
  - Marlon Brando pour le rôle de l'ambassadeur Harrison Carter 'Mac' MacWhite dans Le Vilain Américain (The Ugly American)

#### Meilleure actrice dans un film dramatique
- Leslie Caron pour le rôle de Jane Fosset dans La Chambre indiscrète (The L-Shaped Room) ♙
  - Polly Bergen pour le rôle de Lorna Melford dans La Cage aux femmes (The Caretakers)
  - Geraldine Page pour le rôle de Carrie Berniers dans Le Tumulte (Toys in the Attic)
  - Rachel Roberts pour le rôle de Mrs. Margaret Hammond dans Le Prix d'un homme (This Sporting Life) ♙
  - Romy Schneider pour le rôle d'Annemarie von Hartman dans Le Cardinal (The Cardinal)
  - Alida Valli pour le rôle de La Italiana dans El hombre de papel
  - Marina Vlady pour le rôle de Regina dans Le Lit conjugal (Una storia moderna: l'ape regina)
  - Natalie Wood pour le rôle d'Angie Rossini dans Une certaine rencontre (Love with the Proper Stranger) ♙

#### Meilleur acteur dans un film musical ou une comédie
- Alberto Sordi pour le rôle d'Amedeo Ferretti dans L'Amour à la suédoise (Il diavolo)
  - Cary Grant pour le rôle de Brian Cruikshank dans Charade
  - Frank Sinatra pour le rôle d'Alan Baker dans T'es plus dans la course, papa ! (Come Blow Your Horn)
  - Jack Lemmon pour le rôle de Nestor Patou, Lord X dans Irma la Douce (Irma la Douce)
  - Jonathan Winters pour le rôle de Lennie Pike dans Un monde fou, fou, fou, fou (It's a Mad, Mad, Mad, Mad World)
  - Terry-Thomas pour le rôle de Maurice Spender dans La Souris sur la Lune (The Mouse on the Moon)
  - Albert Finney pour le rôle de Tom Jones dans Tom Jones
  - Jack Lemmon pour le rôle d'Hogan dans Oui ou non avant le mariage ? (Under the Yum Yum Tree)
  - James Garner pour le rôle d'Henry Tyroon dans The Wheeler Dealers

#### Meilleure actrice dans un film musical ou une comédie
La récompense avait déjà été décernée.
- Shirley MacLaine pour le rôle d'Irma la Douce dans Irma la Douce (Irma la Douce)
  - Ann-Margret pour le rôle de Kim McAfee dans Bye Bye Birdie
  - Audrey Hepburn pour le rôle de Regina 'Reggie' Lampert dans Charade
  - Molly Picon pour le rôle de Mrs. Sophie Baker dans T'es plus dans la course, papa ! (Come Blow Your Horn)
  - Jill St John pour le rôle de Peggy John dans T'es plus dans la course, papa ! (Come Blow Your Horn)
  - Doris Day pour le rôle d'Ellen Wagstaff Arden dans Pousse-toi, chérie (Move Over, Darling)
  - Joanne Woodward pour le rôle de Samantha Blake / Mimi dans La Fille à la casquette (A New Kind of Love)
  - Hayley Mills pour le rôle de Margaret Carey dans L'Été magique (Summer Magic)

#### Meilleur acteur dans un second rôle
- John Huston pour le rôle du Cardinal Glennon dans Le Cardinal (The Cardinal) ♙
  - Paul Mann pour le rôle d'Aleko Sinnikoglou dans America, America
  - Gregory Rozakis pour le rôle d'Hohannes Gardashian dans America, America
  - Bobby Darin pour le rôle du Caporal Jim Tompkins dans Le Combat du capitaine Newman (Captain Newman, M.D.)
  - Roddy McDowall pour le rôle d'Octave dans Cléopâtre (Cleopatra)
  - Lee J. Cobb pour le rôle d'Harry R. Baker dans T'es plus dans la course, papa ! (Come Blow Your Horn)
  - Melvyn Douglas pour le rôle d'Homer Bannon dans Le Plus Sauvage d'entre tous (Hud)
  - Hugh Griffith pour le rôle de Squire Western dans Tom Jones

#### Meilleure actrice dans un second rôle
- Margaret Rutherford pour le rôle de la duchesse de Brighton dans Hôtel international (The V.I.P.s) ♕
  - Linda Marsh pour le rôle de Thomna Sinnikoglou dans America, America
  - Liselotte Pulver pour le rôle de Sonya dans Papa play-boy (A Global Affair)
  - Patricia Neal pour le rôle d'Alma Brown dans Le Plus Sauvage d'entre tous (Hud)
  - Lilia Skala pour le rôle de Mère Maria dans Le Lys des champs (Lilies of the Field)
  - Diane Baker pour le rôle d'Emily Stratman dans Pas de lauriers pour les tueurs (The Prize)
  - Joan Greenwood pour le rôle de Lady Bellaston dans Tom Jones
  - Wendy Hiller pour le rôle d'Anna Berniers dans Le Tumulte (Toys In The Attic)

#### Golden Globe de la révélation masculine de l'année
La récompense avait déjà été décernée.
(ex æquo)
- Stathis Giallelis pour le rôle de Stavros Topouzoglou dans America, America
- Robert Walker Jr. pour le rôle de Dominic dans La Cérémonie (The Ceremony )
- Albert Finney pour le rôle de Tom Jones dans Tom Jones
  - Alain Delon pour le rôle de Tancrède Falconeri dans Le Guépard (Il Gattopardo)
  - Larry Tucker pour le rôle de Pagliacci dans Shock Corridor
  - Peter Fonda pour le rôle de Weaver dans Les Vainqueurs (The Victors)

#### Golden Globe de la révélation féminine de l'année
La récompense avait déjà été décernée.
(ex æquo)
- Tippi Hedren pour le rôle de Melanie Daniels dans Les Oiseaux (The Birds)
- Ursula Andress pour le rôle d'Honey Rider dans James Bond 007 contre Dr No (Dr. No)
- Elke Sommer pour le rôle d'Inger Lisa Andersson dans Pas de lauriers pour les tueurs (The Prize)
  - Leslie Parrish pour le rôle de Jan Brasher dans For Love or Money
  - Joey Heatherton pour le rôle de Laura Mae Brown dans Le Motel du crime (Twilight of Honor)
  - Maggie Smith pour le rôle de Mlle Mead dans Hôtel international (The V.I.P.s)

### Télévision
Note : le symbole « ♕ » rappelle le gagnant de l'année précédente (si nomination).

#### Meilleure série dramatique
- The Richard Boone Show
  - The Eleventh Hour (en)
  - Les Accusés (The Defenders)
  - Bonanza
  - Rawhide

#### Meilleure série musicale et comique
La récompense avait déjà été décernée.
- Comique : 
  - The Dick Van Dyke Show
    - The Beverly Hillbillies
    - The Bob Hope Show
    - The Jack Benny Show
    - The Red Skelton Hour
- Musicale :
  - The Danny Kaye Show
    - The Andy Williams Show
    - The Garry Moore Show
    - The Judy Garland Show
    - The Tonight Show

#### Meilleur acteur dans une série télévisée
La récompense avait déjà été décernée.
- Mickey Rooney pour le rôle de Mickey Grady dans Mickey
  - Richard Boone pour le rôle du juge dans The Richard Boone Show
  - Jackie Gleason pour le rôle de l'hôte / Ralph Kramden / divers personnages dans The Jackie Gleason Show (Jackie Gleason: American Scene Magazine)
  - Lorne Greene pour le rôle de Ben Cartwright dans Bonanza
  - E. G. Marshall pour le rôle de Lawrence Preston dans Les Accusés (The Defenders)

#### Meilleure actrice dans une série télévisée
La récompense avait déjà été décernée.
- Inger Stevens pour le rôle de Katy Holstrum dans The Farmer's Daughter
  - Shirley Booth pour le rôle d'Adèle dans Adèle (Hazel)
  - Carolyn Jones pour les rôles de Betsy, Meredith et Jane Richards, Olivia Manning dans L'Homme à la Rolls (Burke's Law)
  - Dorothy Loudon pour son propre rôle dans The Garry Moore Show
  - Gloria Swanson pour le rôle de Venus Hekate Walsh dans L'Homme à la Rolls (Burke's Law)

### Spéciales

#### Cecil B. DeMille Award
- Joseph E. Levine

#### Miss Golden Globe
- Linda Evans

#### Henrietta Award
Récompensant un acteur et une actrice.
La récompense avait déjà été décernée.
- Sophia Loren
- Paul Newman

#### Special Achievement Award
La récompense avait déjà été décernée.
- Connie Francis[2]

#### Golden Globe de la meilleure promotion pour l'entente internationale
La récompense avait déjà été décernée.
- Le Lys des champs (Lilies Of The Field) – Ralph Nelson
  - America, America – Elia Kazan
  - Le Combat du capitaine Newman (Captain Newman, M.D.) – David Miller
  - Le Cardinal (The Cardinal) – Otto Preminger
  - Papa play-boy (A Global Affair) – Jack Arnold

#### Samuel Goldwyn International Award
Récompensant un film étranger.
La récompense avait déjà été décernée.
- Tom Jones  •  Royaume-Uni
  - La Cérémonie (The Ceremony) •  Espagne /  États-Unis
  - L'Amour à la suédoise (Il diavolo) •  Italie
  - Hier, aujourd'hui et demain (Ieri, oggi, domani) •  Royaume-Uni
  - La Chambre indiscrète (The L-Shaped Room) •  Royaume-Uni
  - La Bataille de Naples (Le quattro giornate di Napoli) •  Italie
  - Seul sur l'océan Pacifique (Taiheiyô hitoribocchi) •  Japon
  - Entre le ciel et l'enfer (Tengoku to jigoku 天国と地獄) •  Japon
  - Le Prix d'un homme (This Sporting Life) •  Royaume-Uni
  - Mélodie en sous-sol •  France